# Ларте, Луи
Луи Ларте (1840—1899) — французский археолог и палеонтолог, обнаруживший останки кроманьонца.
Родился в семье геолога. Участвовал в раскопках на территории Палестины, по результатам которой получил ученую степень.
В 1868 году он проводил раскопки в скальном гроте Кро-Маньон в городе Ле-Эзи-де-Тайак во французской Дордони при строительстве железнодорожной линии. Там были найдены человеческие останки, которые радикально отличались от останков обнаруженных ранее неандертальцев. Ларте описал их как останки доисторического человека, кроманьонца, предка современного человека.
В дальнейшем стал профессором геологии в Тулузе.